# Is It Right
Is It Right – singel niemieckiego zespołu Elaiza z albumu Gallery, napisany przez wokalistkę formacji, Elżbietę Steinmetz, Frank Kretschmera oraz Adama Kesselhauta. Utwór został wydany 28 lutego 2014 w dystrybucji cyfrowej.
Singiel reprezentował Niemcy w finale 59. Konkursu Piosenki Eurowizji w 2014 roku, w którym zajął ostatecznie 18. miejsce.
Oficjalny teledysk do piosenki ukazał się 27 kwietnia 2014. Jak przyznała Steinmetz, utwór opowiada o podejmowaniu decyzji oraz o tym, że „jest wielu ludzi, którzy szukają swojej drogi i muszą się zdecydować. (...) Pierwszy wers opowiada o człowieku, który ma długopis i musi nakreślić nim swoje życie (...). W drugiej zwrotce masz kobietę, która również musi się określić wobec mężczyzny i którą drogą dążyć”.

## Lista utworów
| Nr | Tytuł utworu           | Długość |
| -- | ---------------------- | ------- |
| 1. | „Is It Right”          | 3:54    |
| 2. | „Fight Against Myself” | 3:26    |
| 3. | „Without”              | 4:22    |
|    |                        | 11:42   |

## Notowania

### Pozycje na listach sprzedaży
| Kraj       | Notowanie (2014)   | Najwyższa pozycja | Certyfikat | Sprzedaż |
| ---------- | ------------------ | ----------------- | ---------- | -------- |
| Austria    | Singles Top 75     | 14                |            |          |
| Dania      | Tracklisten Top 40 | 39                |            |          |
| Niemcy     | Top 100 Singles    | 4                 | złoto      | 150 000+ |
| Irlandia   | Top 100 Singles    | 83                |            |          |
| Szwajcaria | Singles Top 75     | 43                |            |          |

### Pozycje na listach airplay
| Kraj   | Notowanie (2014)           | Najwyższa pozycja |
| ------ | -------------------------- | ----------------- |
| Polska | AirPlay – Top              | 1                 |
| Polska | AirPlay – Nowości          | 2                 |
| Polska | AirPlay – Największe skoki | 3                 |
| Polska | AirPlay – TV               | 3                 |

### Pozycje na radiowych listach przebojów
| Kraj   | Notowanie (2014)                          | Najwyższa pozycja |
| ------ | ----------------------------------------- | ----------------- |
| Polska | Radio Bielsko (Codzienna Lista Przebojów) | 2                 |
| Polska | Radio Eska (Gorąca 20)                    | 1                 |
| Polska | Radio Szczecin (SLiP)                     | 20                |
| Polska | RMF FM (POPLista)                         | 1                 |
| Polska | RMF Maxxx (Hop Bęc)                       | 2                 |